# 이노닉스
이노닉스(본명: 나희주, 1996년 10월 1일 ~)는 대한민국의 배틀그라운드 프로게이머로 아이디는 Inonix이다. 

## 선수 생활
2023년, 펍지 네이션스 컵 2023에 대한민국 대표로 참가하여 우승을 달성했다.

## 소속팀
| # | 팀명           | 소속 기간               | 소속 리그 | 비고 |
| - | -------------- | ----------------------- | --------- | ---- |
| 1 | DPG 에이곤     | 2018.09.13 ~ 2020.03.23 | PKL       |      |
| 2 | Gen.G          | 2020.03.23 ~ 2023.01.02 | PWS       |      |
| 3 | 다나와 e스포츠 | 2023.01.03 ~ 2024.12.31 | PWS       |      |
| 4 | FN Pocheon     | 2025.02.06 ~            | PWS       |      |

## 수상 내역
- 2019 핫식스 펍지 코리아 리그 페이즈 2 준우승
- 펍지 네이션스 컵 2019 준우승
- 배틀그라운드 스매쉬컵 시즌 1 우승
- 2021 펍지 위클리 시리즈: 동아시아 프리시즌 3위
- 2021 펍지 위클리 시리즈: 동아시아 페이즈 1 준우승
- 2021 인천 e스포츠 챌린지 배틀그라운드 최우수 선수 (MVP)
- 2021 펍지 위클리 시리즈: 동아시아 페이즈 2 우승
- 2021 한중일 e스포츠 대회 배틀그라운드 우승
- 배틀그라운드 스매쉬컵 시즌 6 우승
- 배틀그라운드 스매쉬컵 시즌 6 최우수 선수 (MVP)
- 2022 아프리카TV 펍지 리그 시즌 1 준우승
- 2023 펍지 위클리 시리즈: 코리아 페이즈 1 우승
- 배틀그라운드 스매쉬 컵 2023 쇼다운 준우승
- 펍지 글로벌 시리즈 2 대한민국 선발전 1위
- 펍지 네이션스 컵 2023 우승
- 2023 펍지 위클리 시리즈: 코리아 페이즈 2 우승
- 펍지 글로벌 챔피언십 2023 우승
- 펍지 네이션스 컵 2024 우승